# Körmt y Örmt

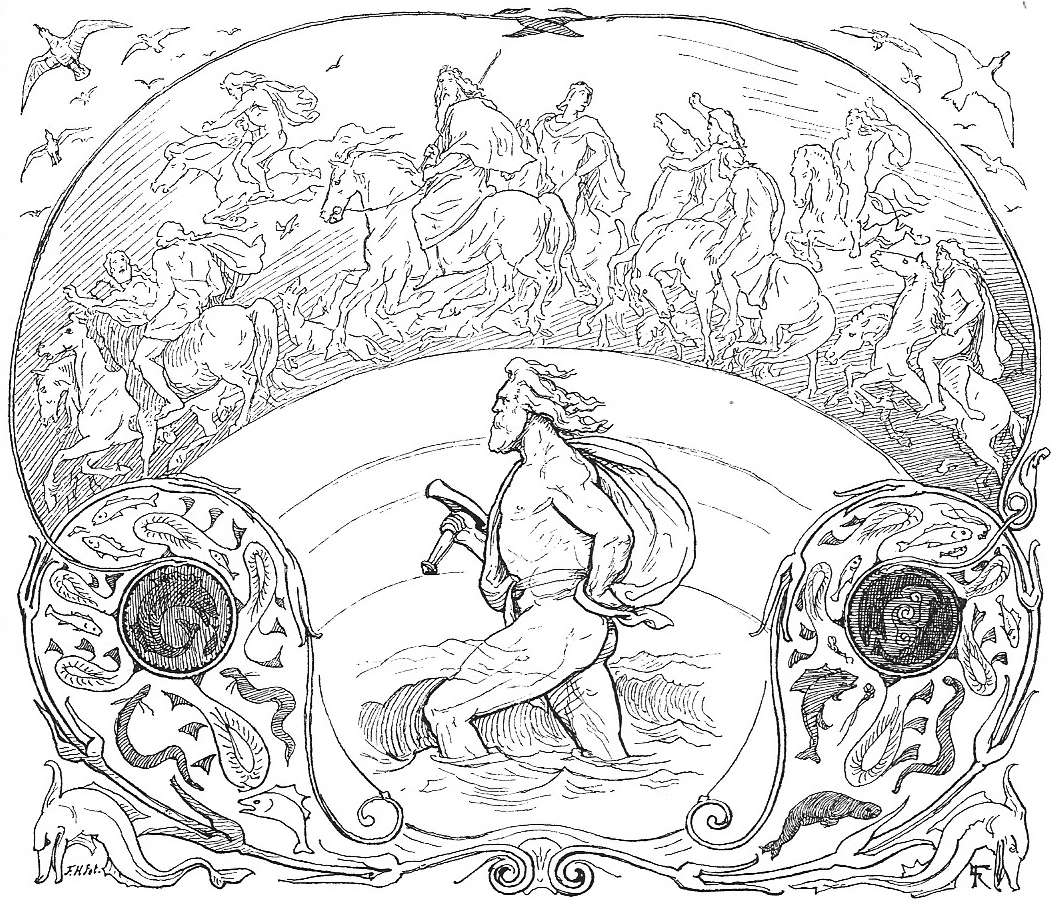
Thor vadea un río mientras los æsir cabalgan sobre el puente Bifröst de Lorenz Frølich (1895).

Körmt y Örmt son, en la mitología nórdica, dos ríos que el dios Thor vadea cada día cuando se desplaza a Yggdrasill. Se menciona en una estrofa de Grímnismál y Edda poética.